# Куштеппа
Куштеппа (Колхози Россия, Парандатеппа; тадж. Қӯштеппа, до 2008 года — Дитрова 1,2,3) — село в районе Рудаки Республики Таджикистан. Административный центр джамоата (сельской общины) Россия района Рудаки.
Находится недалеко от г. Душанбе, на расстоянии 13 км от райцентра (пгт. Сомониён).
Население — 6498 чел. (2017).
В 1932 в кишлаке Кош-тепе таджик джамсовета Гулистан Сталинабадского района проживало 53 человек в 13 хозяйствах (таджики) и в кишлаке Кош-тепе-узбек в 40 хозяйствах 163 человека (узбеки).